# پارک ملی اوره دیویدال
پارک ملی اوره دیویدال (به لاتین: Øvre Dividal National Park) یک پارک ملی در نروژ است که در Målselv واقع شده‌است.

## جغرافیا
این پارک در سال ۱۹۷۱ افتتاح شد و مساحتی ۷۵۰ کیلومتر مربع (۲۹۰ مایل مربع) دارد. در کل ۳۱۵ گونه گیاهی در این پارک ثبت شده‌است.

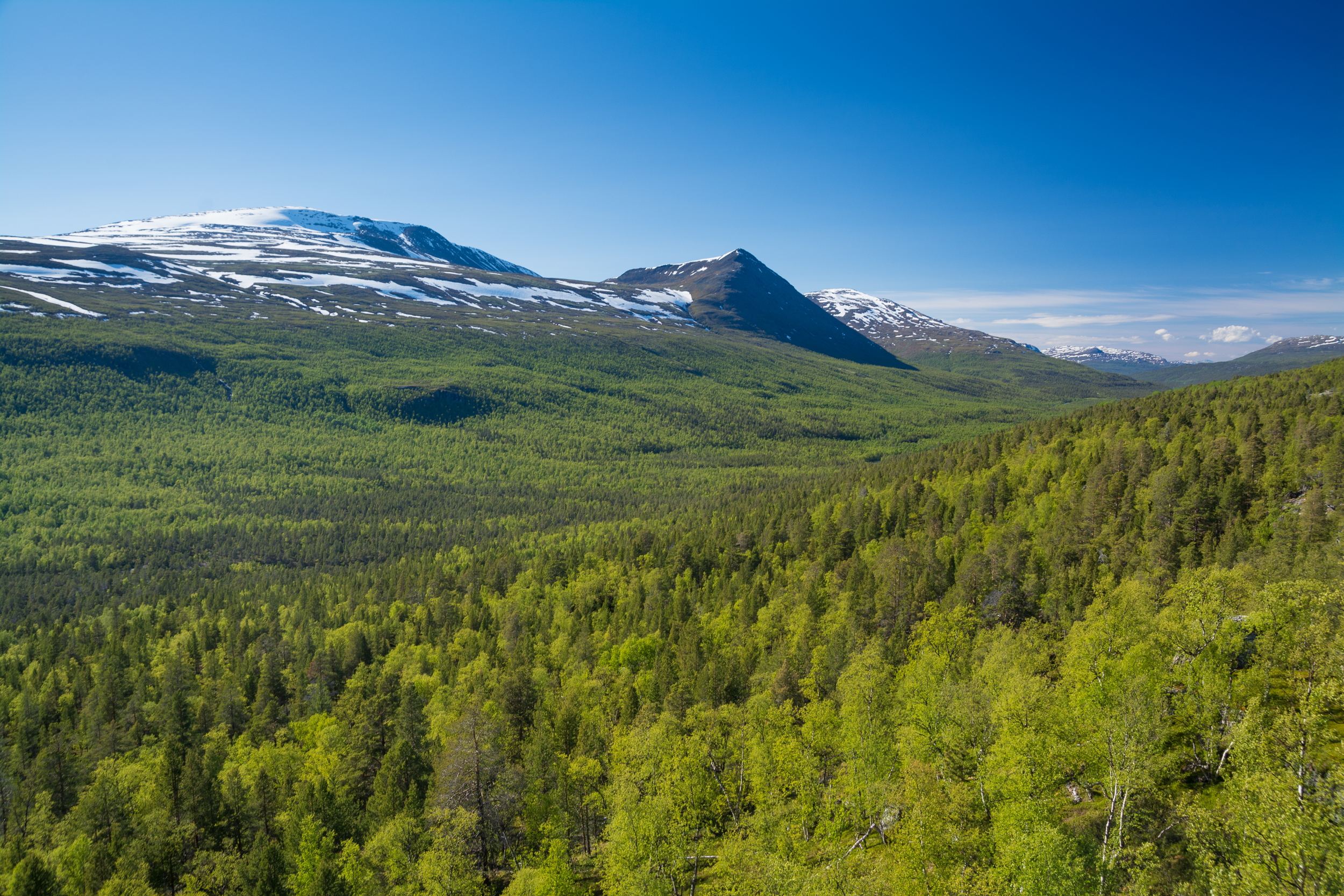
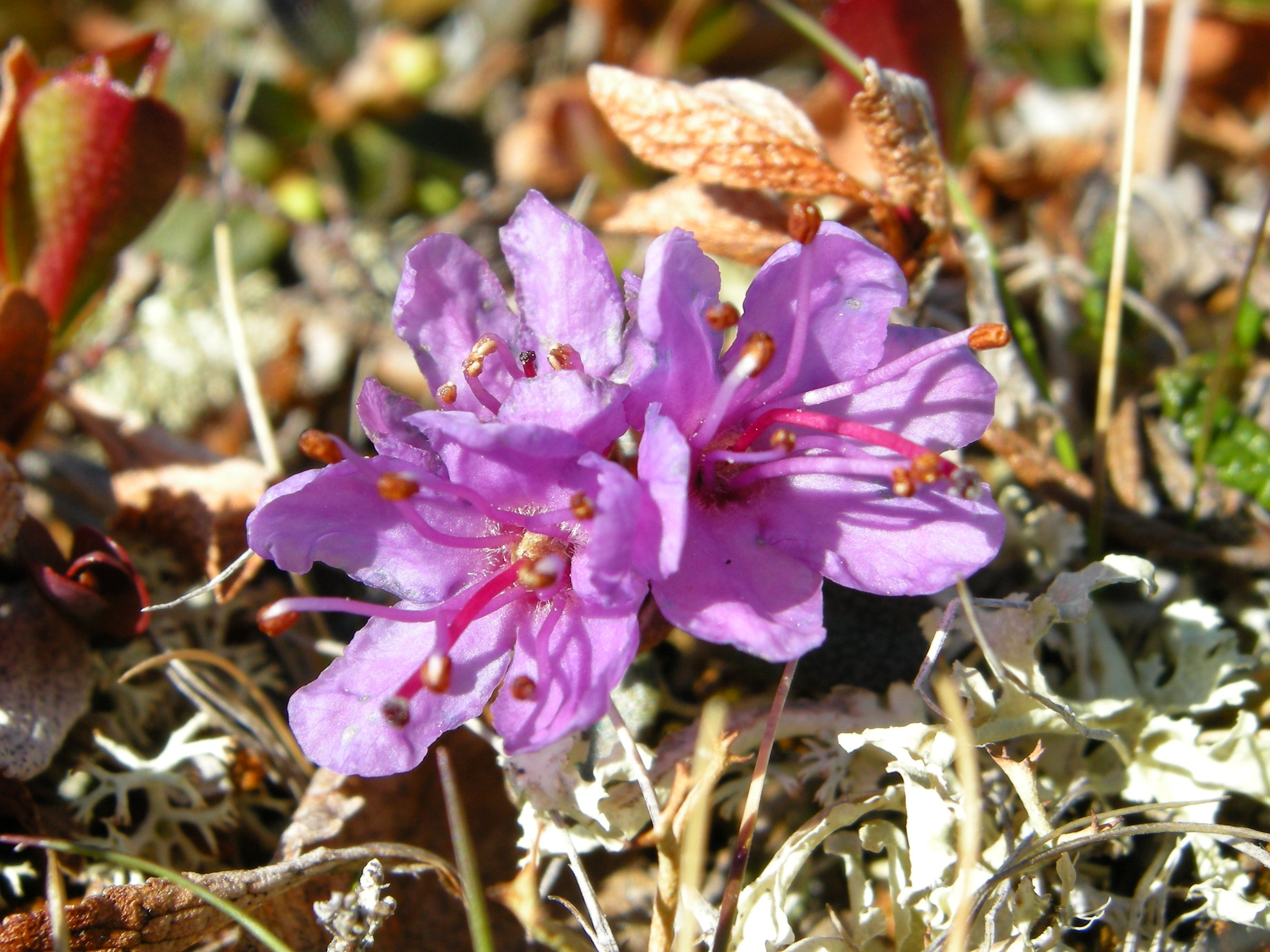
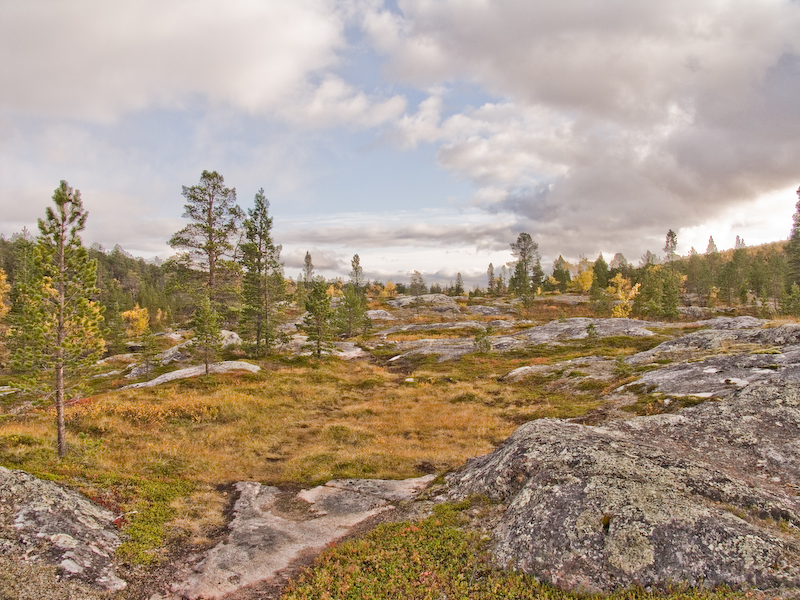